# Dammtjärnen (Föllinge socken, Jämtland)
Dammtjärnen är en sjö i Krokoms kommun i Jämtland och ingår i Indalsälvens huvudavrinningsområde.